# Cuerpo de Voluntarios Bielorrusos
El Cuerpo de Voluntarios Bielorrusos o BDK (en bielorruso: Беларускі добраахвотніцкі корпус; БДК) es una unidad militar formada por voluntarios bielorrusos, constituida en 2022 durante la invasión rusa de Ucrania, para luchar contra las fuerzas rusas. El grupo está integrado en la Legión Internacional de Defensa Territorial que a su vez forma parte de las Fuerzas Armadas de Ucrania.

## Historia
El 25 de diciembre de 2022, los voluntarios bielorrusos Ihor «Yanki» Yankov, Andriy «Bezsmertnyi» Trotsevsky y Rodion «Gena» Batulin anunciaron la creación del Cuerpo de Voluntarios Bielorrusos. Según Igor Yankov:

El motivo de la creación del BDK fue, en primer lugar, el desacuerdo con el hecho de que están tratando de politizar a los soldados bielorrusos. La guerra ahora está aquí en Ucrania, la vemos con nuestros propios ojos. La victoria en esta guerra es la máxima prioridad para el Cuerpo de Voluntarios de Bielorrusia.

Anteriormente, los líderes de la nueva formación formaban parte de varias unidades de voluntarios bielorrusos que luchaban a favor del Ejército Ucraniano. Hasta que «Yanki» se autodenominó comandante de la unidad bielorrusa en el batallón de voluntarios ucranianos «Hermandad», ametrallador del grupo ucraniano «Tradición y Orden» y comandante del batallón internacional «Titán». Antes del comienzo de la guerra a gran escala, Rodion Batulin era conocido como uno de los asociados más cercanos de Serhii «Botsman» Korotkyh, luego se convirtió en representante del batallón «Terror». Esta formación se separó del Regimiento «Kastuś Kalinoŭski» en el verano de 2022 y operó como una unidad independiente antes de unirse al Cuerpo de Voluntarios Bielorrusos.
La unidad participó en la incursión contra el óblast de Belgorod de 2023 a través del Batallón Terror junto con el Cuerpo de Voluntarios Rusos y el Cuerpo de Voluntarios Polacos. También participó en la contraofensiva ucraniana de 2023, combatiendo a lo largo del frente de Donetsk, donde la unidad sufrió al menos una muerte.
En diciembre de 2023, el Ministerio del Interior de Bielorrusia designó a la unidad como grupo extremista.